# Airon-Notre-Dame
Airon-Notre-Dame is een gemeente in het Franse departement Pas-de-Calais (regio Hauts-de-France) en telt 183 inwoners (1999). De plaats maakt deel uit van het arrondissement Montreuil.

## Geografie
De oppervlakte van Airon-Notre-Dame bedraagt 5,1 km², de bevolkingsdichtheid is 35,9 inwoners per km².
De onderstaande kaart toont de ligging van Airon-Notre-Dame met de belangrijkste infrastructuur en aangrenzende gemeenten.

## Demografie
Onderstaande figuur toont het verloop van het inwonertal (bron: INSEE-tellingen).